# Coors Field

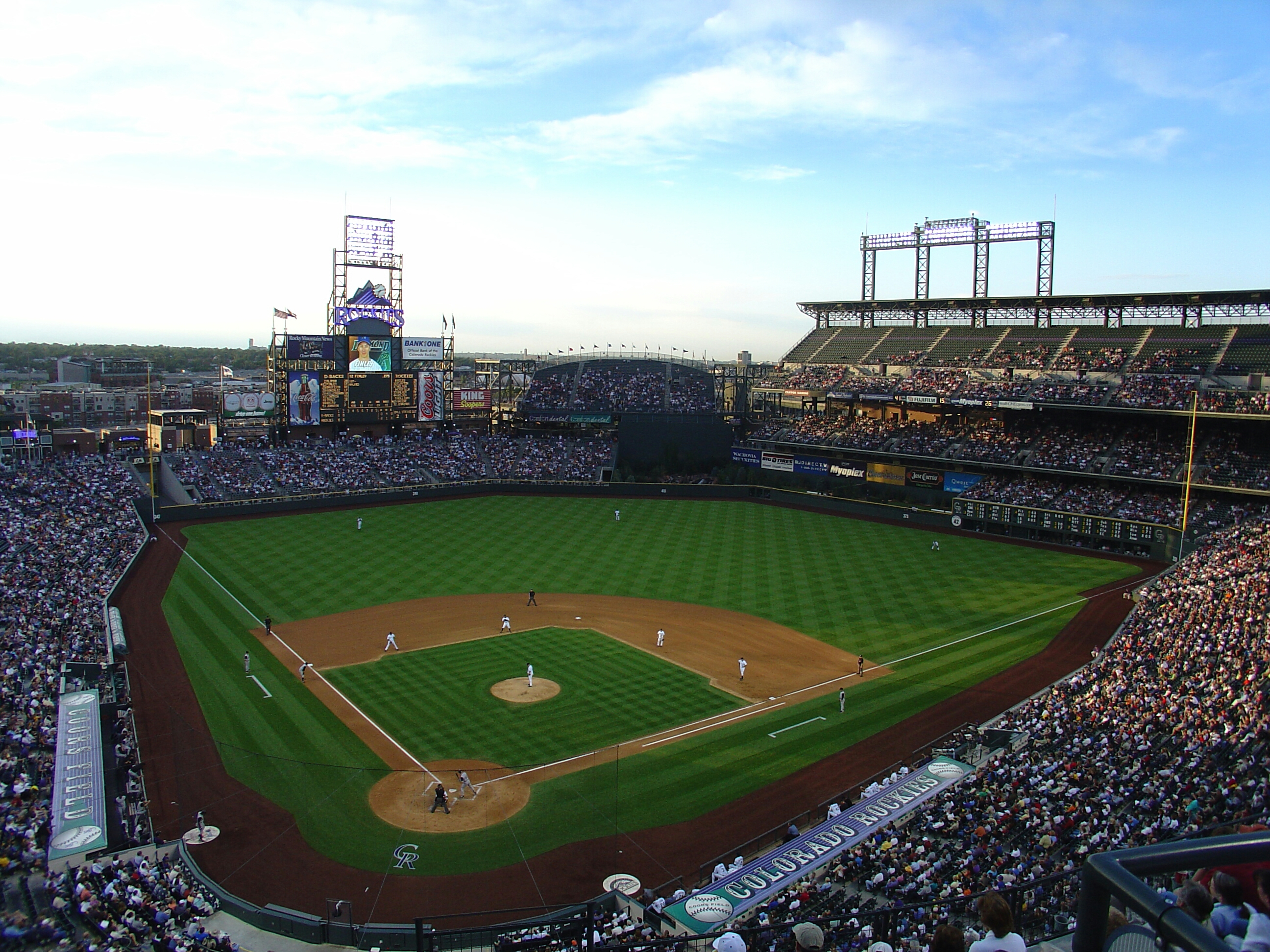
Coors Field

Coors Field is het honkbalstadion van de Colorado Rockies.
Coors Field opende zijn deuren op 26 april 1995.
Het stadion staat in de stad Denver, Colorado.
De jaarlijkse Major League Baseball All-Star Game werd in 1998 in het stadion gehouden.
De capaciteit van Coors Field is 50.398 toeschouwers (2016).

## Feiten
- Geopend: 26 april 1995
- Ondergrond: gras
- Constructiekosten: 300 miljoen US$
- Architect: HOK Sport
- Capaciteit: 50.398